# St. Charles (Missouri)
Saint Charles és una població dels Estats Units a l'estat de Missouri. Segons el cens del 2008 tenia 63.644 habitants.

## Demografia
Segons el cens del 2000, Saint Charles tenia 60.321 habitants, 24.210 habitatges, i 15.324 famílies. La densitat de població era de 1.143,9 habitants per km².
Dels 24.210 habitatges en un 30,1% hi vivien nens de menys de 18 anys, en un 49,4% hi vivien parelles casades, en un 10,2% dones solteres, i en un 36,7% no eren unitats familiars. En el 29,6% dels habitatges hi vivien persones soles el 9,1% de les quals corresponia a persones de 65 anys o més que vivien soles. El nombre mitjà de persones vivint en cada habitatge era de 2,38 i el nombre mitjà de persones que vivien en cada família era de 2,98.
Per edats la població es repartia de la següent manera: un 23,4% tenia menys de 18 anys, un 12% entre 18 i 24, un 30,5% entre 25 i 44, un 22% de 45 a 60 i un 12,2% 65 anys o més.
L'edat mediana era de 35 anys. Per cada 100 dones de 18 o més anys hi havia 93,7 homes.
La renda mediana per habitatge era de 47.782 $ i la renda mediana per família de 60.175 $. Els homes tenien una renda mediana de 40.827 $ mentre que les dones 27.778 $. La renda per capita de la població era de 23.607 $. Entorn del 4,6% de les famílies i el 6,3% de la població estaven per davall del llindar de pobresa.

## Poblacions més properes
El següent diagrama mostra les poblacions més properes.